# トラヴォン・ブライアント
トラヴォン・レヴァー・ブライアント (Travon Levar Bryant) は、アメリカ合衆国のバスケットボール指導者、選手である。2017年よりブルックリン・ネッツの選手育成コーチを務める。2004年よりプロ選手となり、ギリシャやイタリアなどでプレイ、2015年に日本の秋田ノーザンハピネッツでシーズンを終えた後に、NBAデベロップメントリーグのオクラホマシティ・ブルーのアシスタントコーチに就任し、指導者に転身した。選手時代のポジションはフォワードセンターであった。

## 経歴

### 学生時代
ブライアントはロングビーチのデヴィッド・スター・ジョーダン高校に入学し、ミズーリ大学に進学する。同大ではクイン・スナイダーに指導を受け、マクドナルド・オールアメリカンにも出場した。彼は4年間、ロールプレイヤーとしてミズーリの成功に貢献した。4年生の時にはイリノイ大との対抗戦で4本の3ポイントシュートを成功させた。

### プロ選手として
2015年1月、秋田ノーザンハピネッツに加入する。初出場となった1月24日の福島ファイヤーボンズ戦ではポストプレイで攻撃の起点となり、また自らも9得点7リバウンドを記録、翌週2月7日の岩手ビッグブルズ戦では、当時2位の岩手に対しインサイドで相手を抑え勝利に貢献した。途中、左股関節内転筋を痛め4試合を欠場したが、レギュラーシーズン18試合に出場し1試合平均6.2得点、6.5リバウンドを記録した。チームはファイナルまで進出したものの浜松・東三河フェニックスに敗れた。

### 指導者として
2015年11月、ブライアントはオクラホマシティ・ブルーのアシスタントコーチに就任した。2017-18シーズンからはブルックリン・ネッツの選手育成コーチに就任する。

## 参照
1. ↑  『【新外国人選手】契約締結のお知らせ』（プレスリリース）秋田ノーザンハピネッツ、2015年1月22日。2015年1月22日閲覧。
2. ↑  大原進太郎 (2015年1月25日). “NH首位がっちり”. 秋田魁新報
3. ↑  大原進太郎 (2015年2月8日). “NH、岩手を後半圧倒”. 秋田魁新報
4. ↑  大原進太郎 (2015年3月16日). “NH 速さで東京一蹴”. 秋田魁新報
5. ↑  『【試合欠場】#45 トラヴォン・ブライアント選手』（プレスリリース）秋田ノーザンハピネッツ、2015年3月14日。2016年1月19日閲覧。
6. ↑  “Oklahoma City Blue Announces Training Camp Roster”. OurSportsCentral.com (2015年11月3日). 2016年1月19日閲覧。
7. ↑  “BROOKLYN NETS ADD TRAVON BRYANT TO COACHING STAFF” (2017年6月15日). 2017年6月16日閲覧。